# Frank Martin (boxeador)
Frank Lamar Martin (Detroit, Michigan, 12 de enero de 1995), es un boxeador profesional estadounidense que compite en la división de peso ligero.

## Carrera de boxeo profesional

### Carrera temprana

#### 2022
El 14 de diciembre de 2021, la promotora Sanman Promotions, con sede en Filipinas, anunció que Romero Duno, derrotado en dos ocasiones, sería el próximo oponente de Frank Martin. La pelea estaba programada para el 1 de enero de 2022, en el cartel preliminar del evento de pago por visión de Showtime entre Luis Ortiz y Charles Martin. El entrenador principal de Duno, Osmiri Fernández, tiró la toalla a los 2:54 minutos del cuarto asalto, después de que Martin derribara a Duno dos veces. Estaba por delante 30-27 en las tarjetas de los tres jueces en el momento de la detención.
Martin debía enfrentarse al retador al título superpluma de la AMB, Ricardo Núñez, el 9 de julio de 2022, como apertura del triple evento de Showtime entre Mark Magsayo y Rey Vargas. Núñez se retiró de la pelea el 5 de julio debido a problemas de visa, y fue reemplazado por Jackson Maríñez, derrotado en dos ocasiones. Martin ganó la pelea por nocaut en el décimo asalto. Derribó a Maríñez dos veces, una en el noveno y otra en el décimo asalto. Martin estaba por delante en las tarjetas de puntuación, con puntuaciones de 88-82, 88-82 y 87-83.
Martin se enfrentó al invicto Michel Rivera el 17 de diciembre de 2022, en el Cosmopolitan de Las Vegas, Nevada, en el evento principal de una cartelera transmitida por Showtime. Ambos peleadores estaban clasificados como los diez mejores pesos ligeros por The Ring en el momento de la reserva de la pelea. Ganó la pelea por decisión unánime, con puntuaciones de 120-107, 117-110 y 118-109. Martin anotó la única caída de la pelea en el séptimo asalto, cuando derribó a Rivera con un contragolpe de izquierda.

#### 2023
Martin se enfrentó al invicto medallista de bronce olímpico de 2016, Artem Harutyunyan, en el evento principal de una cartelera transmitida por Showtime, que tuvo lugar en el Cosmopolitan de Las Vegas en Paradise, Nevada, el 15 de julio de 2023. Ganó la pelea por decisión unánime ajustada. Dos de los jueces puntuaron la pelea 115-112 a favor de Martin, mientras que el tercer oficial de ringside puntuó el combate 114-113 a su favor. Martin logró derribar a Harutyunyan en el último asalto.
El 26 de agosto de 2023, el CMB ordenó a Martin enfrentarse al excampeón mundial de dos pesos, Shakur Stevenson, por el título vacante de peso ligero.

#### 2024
Martin está programado para desafiar a Gervonta Davis por el título de peso ligero de la AMB el 15 de junio de 2024 en el MGM Grand Garden Arena en Las Vegas.

## Récord de boxeo profesional
| Récord profesional | Récord profesional | Récord profesional |
| 19 peleas          | 18 victorias       | 1 derrotas         |
| ------------------ | ------------------ | ------------------ |
| Nocaut             | 12                 | 1                  |
| Decisión           | 6                  | 0                  |

| Resultado | Récord | Rival                | Método | Asalto - Tiempo | Fecha                   | Localización                                                        | Notas                                   |
| Derrota   | 18-1   | Gervonta Davis       | KO     | 8 (12) 1:29     | 15 de junio de 2024     | MGM Grand Garden Arena, Nevada                                      | Por el título de peso ligero de la AMB. |
| Victoria  | 18-0   | Artem Harutyunyan    | UD     | 12              | 15 de julio de 2023     | Cosmopolita de Las Vegas, Las Vegas, Nevada                         |                                         |
| Victoria  | 17-0   | Michel Rivera        | UD     | 12              | 17 de diciembre de 2022 | Cosmopolita de Las Vegas, Las Vegas, Nevada                         |                                         |
| Victoria  | 16-0   | Jackson Maríñez      | TKO    | 10 (10), 2:30   | 9 de julio de 2022      | Alamodome, San Antonio, Texas                                       |                                         |
| Victoria  | 15-0   | Romero Duno          | TKO    | 4 (10) 2:54     | 1 de enero de 2022      | Seminole Hard Rock Hotel & Casino Hollywood, Hollywood, Los Angeles |                                         |
| Victoria  | 14-0   | Ryan Kielczweski     | UD     | 10              | 20 de abril de 2021     | Shrine Exposition Hall, Los Angeles, California                     |                                         |
| Victoria  | 13-0   | Jerry Perez          | KO     | 7 (10), 2:59    | 20 de abril de 2021     | Shrine Exposition Hall, Los Angeles, California                     |                                         |
| Victoria  | 12-0   | Tyrone Luckey        | KO     | 5 (8), 2:13     | 5 de diciembre de 2020  | AT&T Stadium, Arlington, Texas                                      |                                         |
| Victoria  | 11-0   | Reymond Yanong       | TKO    | 4 (6), 0:50     | 28 de febrero de 2020   | Sam's Town Hotel & Gambling Hall, Las Vegas, Nevada                 |                                         |
| Victoria  | 10-0   | Pablo Cupul          | UD     | 2 (6), 0:37     | 24 de agosto de 2019    | The SportZone, Indianapolis, Indiana                                |                                         |
| Victoria  | 9-0    | Larry Ventus         | UD     | 6               | 7 de junio de 2019      | Motor City Casino, Detroit, Michigan                                |                                         |
| Victoria  | 8-0    | Deshawn Debose       | TKO    | 4 (6) 0:38      | 9 de marzo de 2019      | Armory, Indianapolis, Indiana                                       |                                         |
| Victoria  | 7-0    | Efrain Cruz          | UD     | 6               | 8 de febrero de 2019    | Motor City Casino, Detroit, Michigan                                |                                         |
| Victoria  | 6-0    | Jermon Houck         | TKO    | 2 (6) 2:24      | 13 de julio de 2018     | Motor City Casino, Detroit, Michigan                                |                                         |
| Victoria  | 5-0    | Kendrick Latchman    | KO     | 2 (4), 1:57     | 8 de junio de 2018      | Pierre's Entertainment Center, Fort Wayne, Indiana                  |                                         |
| Victoria  | 4-0    | Terren Arrington     | TKO    | 2 (4), 1:48     | 13 de abril de 2018     | Motor City Casino, Detroit, Michigan                                |                                         |
| Victoria  | 3-0    | Mundo Martinez       | TKO    | 1 (4), 2:44     | 10 de marzo de 2018     | D1 Factory, Indianopolis, Indiana                                   |                                         |
| Victoria  | 2-0    | Darnell Pettis       | UD     | 4               | 16 de diciembre de 2017 | National Guard Armory, Indianopolis, Indiana                        |                                         |
| Victoria  | 1-0    | John Edward Lockette | TKO    | 1 (4), 1:40     | 7 de octubre de 2017    | Division Armory, Indianapolis, Indiana                              |                                         |